# Piotr Kominek
Piotr Kominek (ur. 4 lipca 1966) – polski klawiszowiec i kompozytor.
Współpracował z m.in. Robertem Chojnackim, Mietkiem Szcześniakiem, Kasią Kowalską, Ireną Santor i Zdzisławą Sośnicką. W latach 2003–2009 był klawiszowcem Budki Suflera. Później występował tylko gościnnie. W 2019 wziął udział w trasie koncertowej Budki Suflera „45. Lat! Powrót do korzeni”.